# Basilica di San Giovanni di Dio
La basilica di San Giovanni di Dio è una chiesa barocca di Granada, in Andalusia; fu costruita nel XVIII secolo e dal XIX secolo è tutelata come Bien de Interés Cultural.

## Storia
Il priore dell'Ordine ospedaliero di San Giovanni di Dio Alonso de Jesús Ortega decise la costruzione della chiesa per ospitare le spoglie del santo fondatore dell'ordine. Il luogo di culto fu edificato tra il 1737 e il 1759, su finanziamento dall'ordine, e nel 1916 fu elevato al rango di basilica minore per volere del papa Benedetto XV.

## Descrizione
La chiesa barocca si eleva su una struttura in pietra e mattoni. La facciata è incorniciata da due torri campanarie con tetto in ardesia. L'edificio presenta una pianta a croce latina, sviluppata su un'unica ampia navata, affiancata su entrambi i fianchi da una serie di cappelle laterali, e su un transetto, coronato sulla crociera da una cupola. 

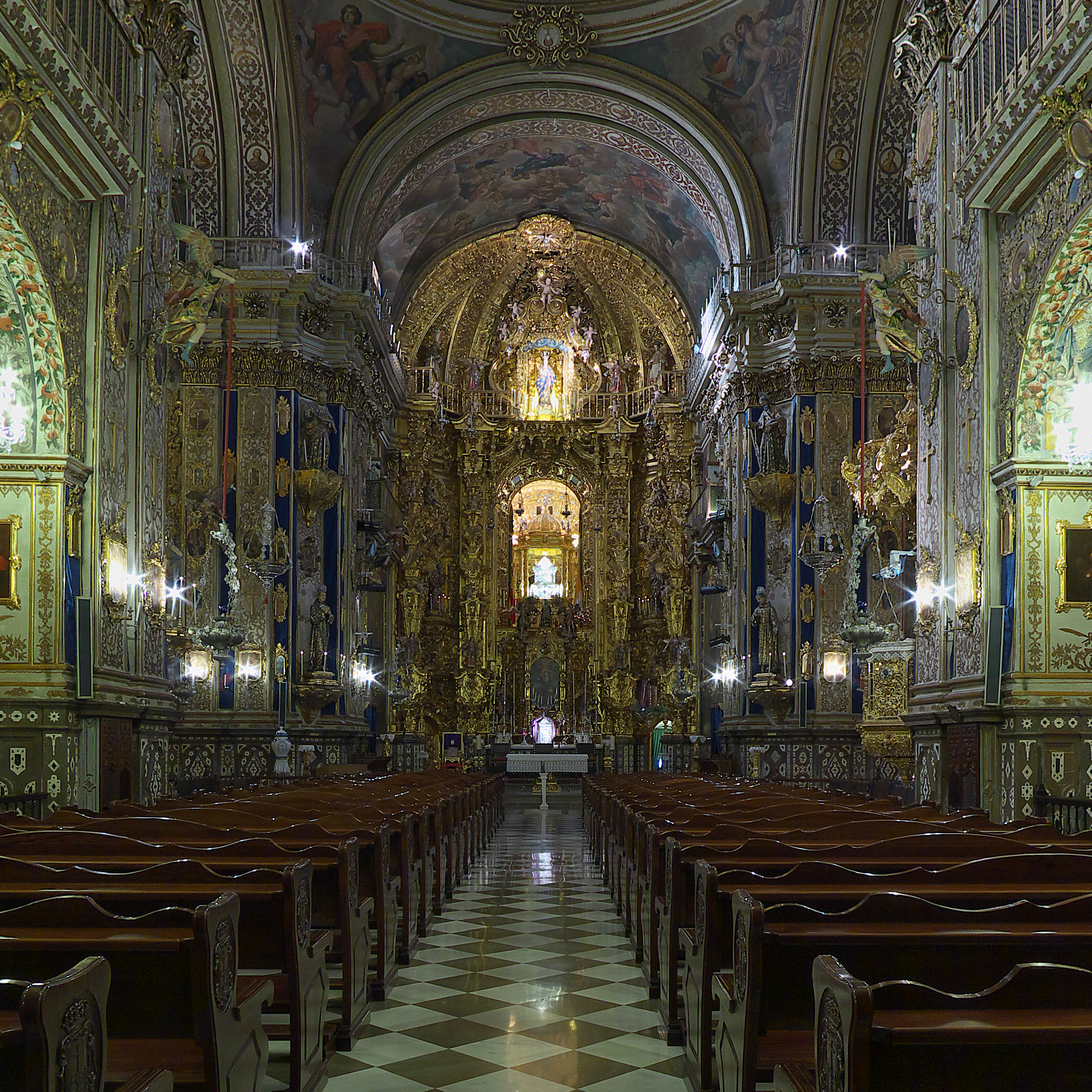
spazio interno

Dietro all'altare del presbiterio un arco dà accesso alla cappella sepolcrale, suddivisa in tre ambienti riccamente decorati; la stanza principale accoglie un'urna in argento massiccio contenente le reliquie di san Giovanni di Dio.

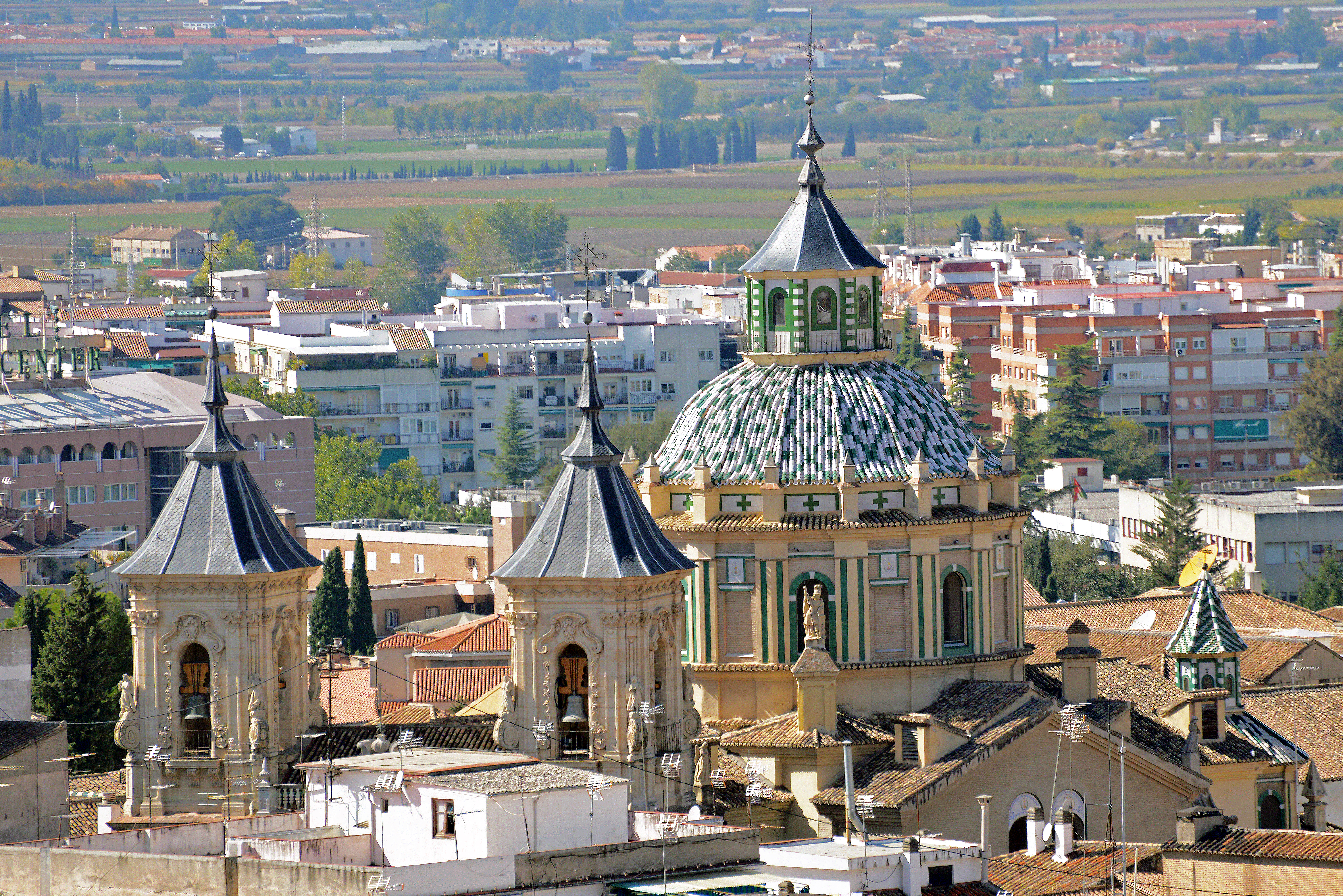
Basilica di Juan de Dios